# Киви, Алексис
А́лексис Ки́ви (фин. Aleksis Kivi, наст. фам. Стенвалль, швед. Stenvall; 10 октября 1834, Нурмиярви, Великое княжество Финляндское — 31 декабря 1872, Туусула, Великое княжество Финляндское) — финский писатель, основоположник реалистической литературы на финском языке.

## Биография
Алексис Стенвалль (Киви — его литературный псевдоним) родился в семье деревенского портного Ээрика Йохана Стенвалля. Предки писателя происходили из старинных финских родов Пеккола (по отцовской линии), Ханнула, Симола и Маула (по материнской линии). Выучившись шведскому языку у старого матроса, он лишь с 12 лет начал учиться в одной из хельсинкских школ и после окончания её в возрасте 23 лет поступил в университет. Болезни и бедность помешали регулярным занятиям начинающего писателя; основу своих обширных знаний Киви заложил самообразованием, много и интенсивно читая Сервантеса, Шекспира, Хольберга, «Калевалу». На один из сюжетов финского народного эпоса он написал романтическую трагедию о рабе-бунтаре («Куллерво», 1860), удостоившуюся премии Финляндского литературного общества. После нескольких лет скитаний Киви обосновался в деревенской местности Шундео неподалёку от Хельсинки, где всецело занялся литературным творчеством. Здесь он написал превосходную «комедию характеров» «Сапожники Нумми» (1864), сборник лирических стихотворений «Канервала» (1866) и одноактную лирическую пьесу на библейскую тему «Лия» (1869). С её постановки в том же 1869 г. ведет своё начало финноязычный театр страны.
Венцом реалистических тенденций в творчестве Киви стал роман «Семеро братьев», законченный им за два года до смерти, последовавшей от тяжёлого душевного заболевания. Лишь в краткие промежутки просветления писатель узнавал о всеобщем признании, которое получило его творчество. Киви написал двенадцать пьес, один роман, и также немного рассказов — четырнадцать работ за семь лет.

## Критика

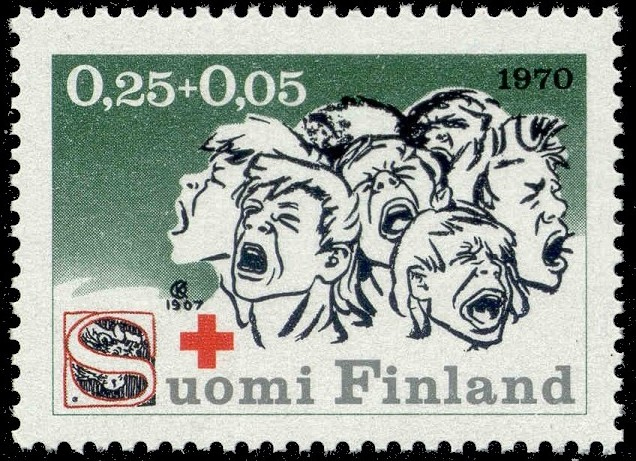
Почтовая марка Финляндии, посвящённая роману «Семеро братьев», 1970

«Семеро братьев» — первый финский роман, написанный по-фински, а не по-шведски. Поэтому в настоящее время он считается одним из самых важных романов финской литературы. Писатель сам рассказывает в конце книги: «И вот я рассказал о семи братьях из лесов Финляндии. А что ещё мне можно рассказать об их жизни на земле?»
Тем не менее, сразу после опубликования романа вокруг него разразились большие дебаты. Критики разделились на два лагеря — одни отнеслись с симпатией и возлагали на роман большие надежды, подчёркивая, что роман может дать большой импульс развитию финской литературы; другие восприняли роман весьма скептически. Так, известный критик, исследователь финно-угорских языков и поэт Август Альквист написал: «Наш народ совсем не такой, каковы герои этой книги. Спокойный и серьёзный народ, возделавший поля Финляндии, не имеет ничего общего с ново-поселенцами Импиваара»; он также назвал роман «нелепостью» и «пятном позора на финской литературе».
В настоящее время роман «Семеро братьев» переведён уже на двадцать пять языков мира.
Киви до сих пор считается непревзойдённым мастером прозы. Он — первый профессиональный писатель страны, писавший на финском языке, и один из основоположников финского литературного языка.

## Увековечение памяти
- Памятники Алексису Киви установлены перед Национальным Театром в Хельсинки, в Нурмиярви, Туусула , Тампере и Турку. В Хельсинки и Турку действуют общества его имени. Установлен день памяти Киви — ежегодно проводятся любительские спектакли по пьесам Киви.
- Дом, в котором жил А.Киви, реконструирован и превращён в музей, а дом в Туусула, где он закончил свой жизненный путь, и его могила стали объектами паломничества.